# Pará
Pará (AFI [pa.'ɾa]) este una dintre cele 27 de unități federative ale Braziliei. Capitala statului este orașul Belém. Pará se învecinează cu unitatea federativă Amapá la nord, stateleSurinam și Guiana la nord-vest, unitățile federative Roraima și Amazonas la vest, Mato Grosso la sud, Tocantins și Maranhão la est. Unitatea federativă are și ieșire la Oceanul Atlantic. În 2008 statul avea o populație de 7.321.493 de locuitori și suprafață de 1.247.689,52 km², fiind împărțită în 6 mezoregiuni, 22 de microregiuni și 143 de municipii.
1. ↑   https://www.ibge.gov.br/en/cities-and-states/df.html Lipsește sau este vid: |title= (ajutor)